# Arteria dorsal del clítoris
La arteria dorsal del clítoris es una arteria que nace de la arteria pudenda interna. No presenta ramificaciones.

## Distribución
Se distribuye hacia el clítoris.